# Pavetta renidens
Espèce
Synonymes
- Psychotria renidens K.Krause[1]

Pavetta renidens (K.Krause) Bremek. est une espèce de plantes de la famille des Rubiaceae et du genre Pavetta, selon la classification phylogénétique. Elle est endémique du Cameroun.